# Христо Никифоров
Христо Петров Никифоров е български търговец и политик.

## Биография
Христо Никифоров е роден през 1855 г. в Ловеч. Семейството му е от богат възрожденски търговски род. Учи в родния си град при Никола Ковачев и в Плевен (до края на 1869 г.). Завършва търговско училище във Виена (1870 – 1872) и специалност търговия в Германия (1875). Завръща се в България и се занимава с търговия.
По време на Руско-турската война (1877 – 1878) е назначен от генерал-майор Пьотър Паренсов на служба в гр. Ловеч. Участва в политическия живот като член на Либералната партия, а след разцеплението и на Прогресивнолибералната партия. Избран е за народен представител и подпредседател на Седмото обикновено народно събрание (1893).
Христо Никифоров е по-голям брат на генерал Никифор Никифоров и юриста Стоян Никифоров, и баща на политика Стоян Никифоров.